# 有栖川宮紀念公園

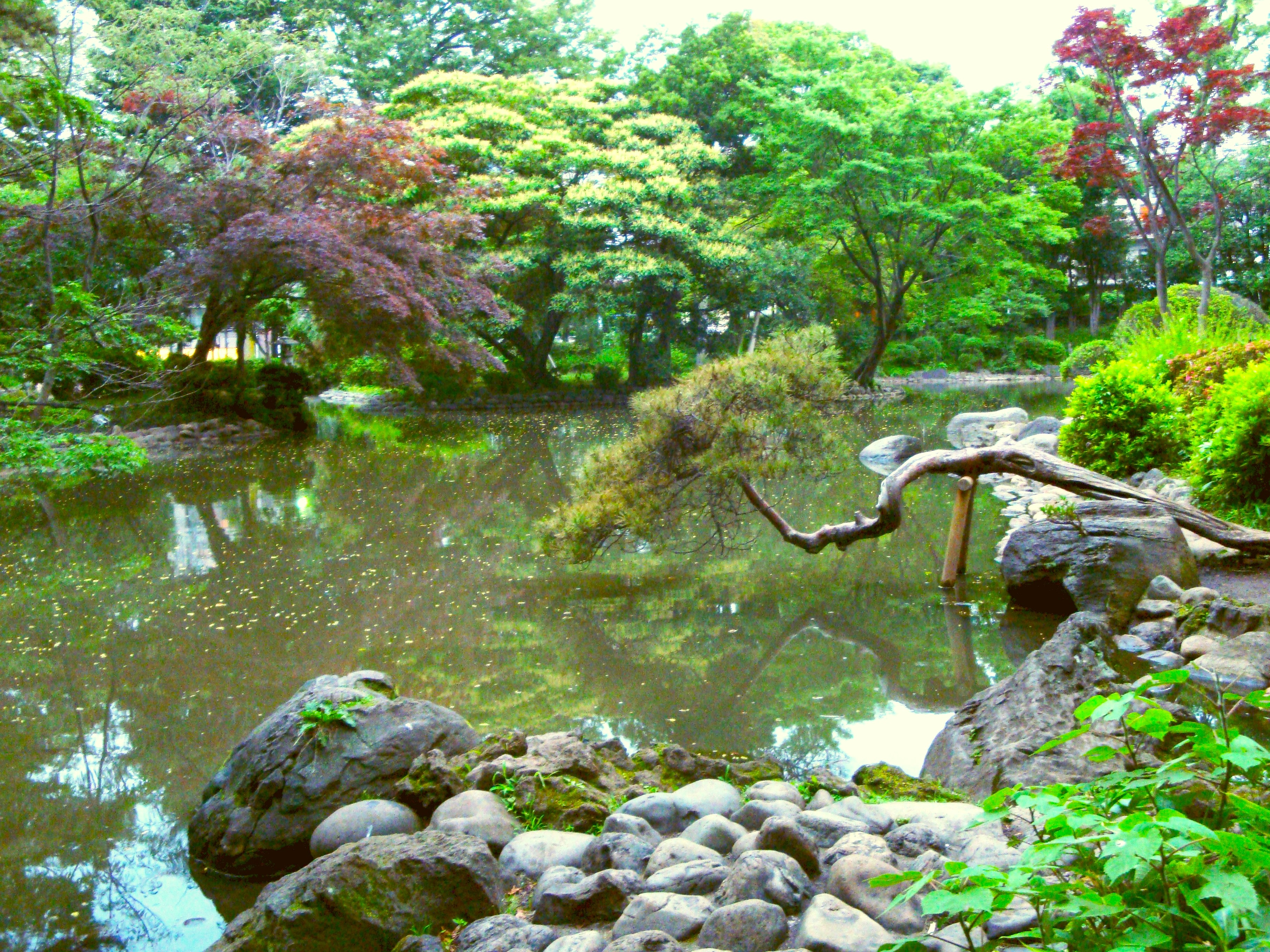
公園裡的池塘

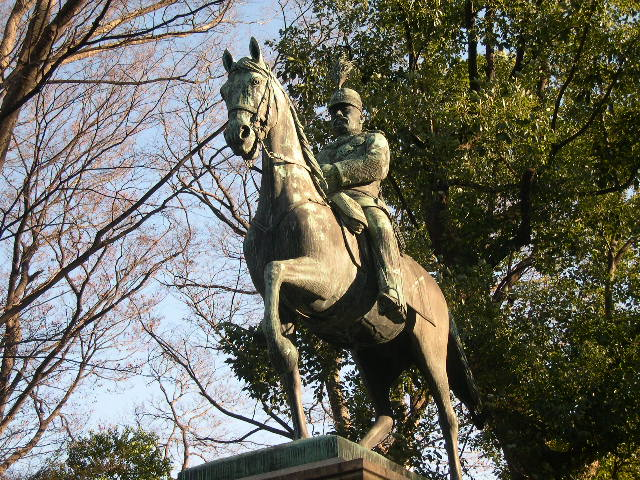
熾仁親王銅像

35°39′08″N 139°43′32″E / 35.6522586°N 139.7256462°E
有栖川宮紀念公園（日语：／）位於東京都港區，靠近地鐵廣尾站。公園內有「有栖川宮熾仁親王騎馬銅像」、「吹笛少年銅像」和「新聞少年銅像」。屬於恩賜公園。

## 歷史
在江戶時代，這塊地是盛岡藩的領地。1896年時配給有栖川宮威仁親王作御用地，作為其母的居所。1913年威仁親王過世，其子栽仁王亦早逝，大正天皇考量有栖川宮從維新以來的功績，讓第三皇子宣仁親王継承，為高松宮。1934年1月5日，高松宮為推廣兒童健康和自然教育，將其中36,325平方公尺的土地捐贈（恩賜）給東京都，有栖川宮紀念公園也在同年11月17日開園。1973年東京都立中央圖書館和港區立麻布運動場納入公園，使得總面積達到如今的67,131平方公尺。1975年公園的管轄權從東京都移交給港區。